# Alfred Schmitt
Alfred Schmitt, född 30 november 1907 i Bust, Frankrike, död 2 april 1973, var en fransk astronom. Mellan 1940 och 1948 var han gift med den franska astronomen Odette Bancilhon.
Under 1930- och 1940- talen var han verksam vid Algerobservatoriet i Alger. Under 1950-talet var han verksam vid observatoriet i Uccle i Belgien. Mellan 1955 och 1958 var han ansvarig för Quitos astronomiska observatorium i Quito i Ecuador.
Minor Planet Center listar honom som upptäckare av 4 asteroider mellan 1932 och 1953.
Asteroiden 1617 Alschmitt är uppkallad efter honom.

## Asteroid upptäckt av Alfred Schmitt
| 1215 Boyer       | 19 januari 1932 |
| 1614 Goldschmidt | 18 april 1952   |
| 1622 Chacornac   | 15 mars 1952    |
| 3156 Ellington   | 15 mars 1953    |